# Farsheh
Farsheh (persiska: فرشه) är en ort i Iran.   Den ligger i provinsen Khorasan, i den nordöstra delen av landet, 700 km öster om huvudstaden Teheran. Farsheh ligger 1 262 meter över havet och antalet invånare är 756.
Terrängen runt Farsheh är kuperad norrut, men söderut är den platt.Runt Farsheh är det ganska glesbefolkat, med 24 invånare per kvadratkilometer. Närmaste större samhälle är Tanūrjeh, 18,1 km nordväst om Farsheh. Omgivningarna runt Farsheh är i huvudsak ett öppet busklandskap.